# Anton von Weber
Anton Weber, ab 1828  Anton von Weber (* 6. Oktober 1817 in Dresden; † 8. Februar 1888 in Berlin), war ein deutscher Jurist. Er war Wirklicher Geheimer Rat und Präsident des Oberlandesgerichts Dresden.

## Herkunft und Familie
Er war der dritte Sohn des Königlich Sächsischen Geheimen Rats und Landeskonistorialpräsidenten Karl Gottlieb Weber, der 1828 in den erblichen Adelsstand erhoben wurde. Seine älteren Geschwister waren der Historiker Karl von Weber (1806–1879), der Offizier Adolph von Weber (* 1809) und Caroline von Weber (* 1813). Aus einer zweiten Ehe seines Vaters hatte er sechs jüngere Halbgeschwister, darunter war der Schriftsteller und Tierschützer Ernst von Weber (1830–1902). Eine Verwandtschaft mit dem Komponisten Carl Maria von Weber bestand nicht.
Seiner Ehe mit Adolphine, geb. Freiin von Berlepsch entstammen vier Kinder. Zu seinen Enkeln zählte der Rechtswissenschaftler und Kriminologe Hellmuth von Weber.

## Wirken
Nach dem Schulbesuch, dem Studium der Rechtswissenschaft und der Promotion zum Dr. jur. trat er in den sächsischen Staatsdienst ein und stieg bis zum Präsidenten des Königlich Sächsischen Oberappellationsgerichts auf. Am 1. Oktober 1879 wurde er Präsident des Oberlandesgerichts. Gleichzeitig war er Wirklicher Geheimer Rat und trug den Titel Exzellenz. Außerdem war er Mitglied der Vorkommission und der 1. Kommission zur Ausarbeitung des ersten Entwurfs zum Deutschen Bürgerlichen Gesetzbuch.